# Jaku Barles
Jaku Barles - a vegades escrit també com Cheku Barles - (+ hivern del 1383 al 1384) fou un amir dels Barles, lleial personal de Tamerlà. Yazdi diu que era parent llunya de Tamerlà per ser descendent tanmateix de Karachar Noyan i dona la següent genealogia: Karachan Noyan > Kadan > Dogan > Mubarak > Jaku.
El 1360, quan el cap dels Barles Hajji Barles va tornar del seu exili al sud del Jihun, Tamerlà, s'hi va enfrontar; Jaku va dirigir l'ala dreta de l'exèrcit de Tamerlà, però com que aquest havia estat nomenat cap dels Barles pel kan invasor Tughluk Timur, fou abandonat per tots els amirs. i només Jaku Barles li va romandre lleial
El 1362, durant l'exili de Tamerlà, Jaku el va anar a trobar i li va mostrar el seu suport. Segons Yazdi fou un dels 200 homes que es van dirigir a Xahrisabz portant branques d'arbre a les cues dels cavalls per aixecar una gran polseguera donant la sensació de que era un gran exèrcit, davant la qual cosa el governador mogol de Kish, alarmat, va fugir. Després de la victòria sobre els mogols (1364) Tamerlà va enviar els amirs Saif al-Din Barles i Jaku Barles a prendre possessió de la ciutat de Samarcanda. En el nou enfrontament amb els mogols el 1365, Jaku va dirigir la reserva de l'exèrcit. En la batalla dels Tolls o de Laï, Tamerlà i l'ala esquerra va poder trencar l'ala dreta rival i el gran amir es va dirigir cap a l'estendard enemic però va fallar i quan el portaestendard l'anava a matar, Jaku Barles li va salvar la vida i va matar el soldat contrari.
El 1365 Amir Husayn va enviar als recaptadors contra tothom (excepte els seus fidels) i en especial contra Jaku Barles del que ambicionava les seves riqueses. Timur va protestar però finalment va haver de donar diners a tots els afectats i quan el diner es va acabar va haver de pagar el deute de Jaku amb cavalls i camells propis, així com joies de la seva dona. El 1365-1366 va acompanyar a Bahram Jalayir quan aquest va anar a Khujand a assegurar la fidelitat del tuman dels Jalayirs, que estava liderat pel seu cosí Ali Dervix Jalayir, i al mateix temps Tamerlà li va encomanar altres tasques (agafar a l'amir enemic Musa Taychi'ut). Les tropes desplaçades a Khujand (manades per Jaku Barles i Abas Bahadur) van retornar el 1366 el que va reforçar considerablement l'exèrcit de Tamerlà. El 1366 Amir Husayn va enviar forces a ocupar Karshi; alguns amirs van jurar lleialtad a Tamerlà davant l'Alcorà, entre ells Jaku Barles, però el gran amir va decidir marxar a les terres dels sanjuris a Makhan. No obstant Tamerlà va acabar recuperant Karshi per sorpresa i Jaku Barles va participar en tots els combats de la conquesta i el contratac dels enemics. Quan després (1367) Tamerlà va anar a Bukharà on tenia com a governadors a Mahmud Yasauri i Ali Beg Yasauri, Jaku Barles, que estava en males relacions amb Mahmud va decidir marxar al Khurasan (província mongola), i Tamerlà li va encarregar una missió diplomàtica amb el malik kart d'Herat (sondejar-lo a veure si li era favorable). Jaku va considerar que el malik era favorable a Timur i li va portar a aquest una carta plena de afecte del governant kart. A la batalla de Kizy, Jaku va dirigir l'ala esquerra de la primera línia i fou el primer de carregar, aconseguint trencar a l'enemic i contribuint a la victòria.
Al final de la guerra civil (primers mesos de 1370), quan Jaku Barles i Kai Khusraw Khuttalani van arribar amb un exèrcit reclutat al Khuttalan, Timur, que ja tenia a tots els amirs al seu costat, va decidir atacar la ciutat de Balkh, la capital d'Amir Husayn, de manera que aquest hauria de sortir a trobar-lo a la plana. Tamerlà va conquerir Balkh (1370). Jaku va rebre el comandament del tuman dels karaunes i uns mesos després el del tuman de Boroldai, el 1370, i els va conservar fins a la seva mort (els seus descendents el van tenir fins al 1426, si bé després del successor Jahan Xah Bahadur vers 1405, els dos tumans es van dividir altre cop i cadascun fou governat per un fill de Jahan Xah). En l'organització del govern que va seguir, Jaku va rebre el nomenament de tavachi (ajuda de camp). Una vegada instal·lat Tamerlà a Samarcanda, Jaku Barles va rebre diverses insígnies pels seus serveis. En aquest any va rebre el govern de Kabul i dependències.
A finals de 1370, en la segona rebel·lió de Zinde Hasham Apardi, l'amir Arghun Shah va perseguir al rebel fins a Xibarghan (Sheburghan), les defenses de la qual havien estat reforçádes. Arghun Shah va demanar reforços i Tamerlà va enviar a Jaku Barles amb forces considerables. Jaku va creuar el Jihun i va anar cap a Sheburghan. Amir Jaku va assetjar Sheburghan, però com que començava el hivern, només va poder bloquejar el lloc nominalment durant tres mesos en els quals de fet va estar acampat a la zona. Al finalitzar aquest període, i curt de provisions, Zinde Khusham es va entregar a Jaku sota paraula de protecció i li va demanar d'intercedir per ell davant de Timur per obtenir el perdó, cosa que finalment va obtenir.
El 1377 durant la guerra contra la Horda Blanca (Blanca en la tradició persa), Tamerlà va nomenar a Jaku Barles com a governador de Samarcanda durant la seva absència a Jaku Barles. Yazdi situa aquesta mobilització al final de l'any del cocodril mongol (778 de l'hègira) que correspondria al 1377 (maig de 1376 a maig de 1377) i com que era al hivern serien els primers mesos del 1377.
El 1383, en l'expedició a Gurgan, Tamerlà va acampar a la vora del Murghab. L'emir Jaku Barles, governador de Kabulistan, que havia acudit a visitar a Tamerlà i a retre comptes, va tenir l'honor de baixar el tapis del tron.
Va morir l'hivern del 1383 al 1384 i en els comandaments el va succeir el seu fill Jahan Shah Barles.